# Lasiochernes pilosus
Espèce
Synonymes
- Chelifer pilosus Ellingsen, 1910
- Chelifer falcomontanus Heselhaus, 1914

Lasiochernes pilosus est une espèce de pseudoscorpions de la famille des Chernetidae.

## Distribution
Cette espèce se rencontre en Autriche, en Slovaquie, en Allemagne, aux Pays-Bas, en Belgique, au Luxembourg, en France, en Italie et en Espagne.

## Description
Le mâle holotype mesure 3 mm.

## Publication originale
- Ellingsen, 1910 : Die Pseudoskorpione des Berliner Museums. Mitteilung aus dem Zoologischen Museum in Berlin, vol. 4, p. 357-423 (texte intégral).